# Yehiel De-Nur
Yehiel De-Nur (ou De-Nir ou Dinur) (De-nur significa "de fogo" em aramaico) (Sosnowiec, 16 de maio de 1909 — Tel Aviv, 17 de julho de 2001), foi um escritor polonês, sobrevivente do Holocausto. Nascido Yehiel Feiner (em hebraico:  יחיאל פיינר), ele utilizou também sob o pseudônimo Ka-Tzetnik ou Ka-Tezetnik 135633, em referência a seu número de deportado, tatuado sobre seu braço pelos nazistas. Jovem de confissão judia, ele foi deportado a um campo de concentração durante a Segunda Guerra Mundial. Ele escreveu ao mesmo tempo em hebraico, que para ele era a "língua sagrada", e em iídiche, que seria a "língua dos mártires".
Yehiel De-Nur conta sua história em seu livro Atrocidade.

## The House of Dolls
Sua maior obra, A Casa das Bonecas (The House of Dolls), é um romance semi-autobiográfico de 250 páginas publicado em 1956.
Este relato foi traduzido em francês em Gallimard sob o nome de Maison de filles (edições disponíveis em inglês somente sob o nome do autor Ka-Tzetnik). Alguns empregam como nome de autor, Karol Cetinski. É um dos primeiros romances que faz a crônica do quotidiano da vida nos bairros judeus de um campo de concentração nazista, na fronteira da Alemanha com a Polônia. Ele conta, principalmente, os horrores do Holocausto, através da história de um irmão e uma irmã, Harry e Daniella Preleshnik.
Lento e descritivo na sua primeira parte, mas sem grande riqueza de detalhes, o relato faz-se brutal na sua segunda parte, com a história de Daniella, com quatorze anos no início do relato, que acaba indo trabalhar na "Casa das Bonecas", um bordel de prostituição forçada, situado no interior do campo de concentração, um bairro cinicamente chamado "Divisão da Alegria" (em inglês, Joy Division), segundo à terminologia nazista. São descritas as atrocidades sofridas pelas jovens e mulheres judias, recrutadas pelos oficiais nazistas nos campos para serem estupradas.

## Vida pessoal
Em 1976, por causa de pesadelos recorrentes e depressão, ele submeteu-se a uma forma de psicoterapia psicodélica do Dr.Jan Bastiaans, que incluía o uso de LSD. As visões experimentadas durante esta terapia tornaram-se a base do seu livro, Shivitti.

## Influência na cultura
A banda britânica de pós-punk Joy Division escolheu como seu nome definitivo essa triste referência ao nome metafórico "Divisão da Alegria", após ter lido o livro (em versão inglesa) de Yehiel De-Nur.

## Obras
- Salamandra Tel Aviv:Dvir (1946)
- A Casa das Bonecas Dos hoyz fun di lalkes (1956)
- La Pendule au-dessus de la Tête (O relógio sobre a cabeça) (1961)
- Star Eternal Nova Iorque:Arbor Housse (1971)
- Sunrise over Hell W.H. Allen (1977)
- Les visions d'un rescapé Hachette Littérature (1990)
- Di shvue (Le serment) Tel Aviv:Y.L.Perets (1982)